# Liste des joueurs des Scouts de Kansas City
Cette liste contient tous les joueurs de hockey sur glace ayant joué au moins un match sous le maillot des Scouts de Kansas City, franchise qui évolua dans la Ligue nationale de hockey de sa création en 1974 jusqu'à sa re-localisation en 1976 devenant les Rockies du Colorado.

## Explications des sigles et codes
Les joueurs sont classés par ordre alphabétique, la colonne « Saison » reprend la date pour la première et pour la dernière saison joué par le joueur avec les Flames. 
Au total, il y aura eû 50 joueurs qui auront porté le maillot des Scouts, soit cinq gardiens et 45 joueurs. 
| Nat  | Nationalité                               |
| PJ   | parties jouées                            |
| CS   | Champion de la Coupe Stanley              |
| HHOF | Membre du Temple de la renommée du hockey |

| V | Victoires   | Bl  | Blanchissages           |
| D | Défaites    | MOY | Moyenne de buts alloués |
| N | Matchs nuls |     |                         |

| Pos | Position      | AD | Ailier droit | A   | Aide                 |
| D   | Défenseur     | C  | Centre       | P   | Points               |
| AG  | Ailier gauche | B  | But          | Pun | Minutes de pénalités |

## Gardiens de but
| Nom            | Nat               | Saisons   | Saison régulière | Saison régulière | Saison régulière | Saison régulière | Saison régulière | Saison régulière | Séries éliminatoires | Séries éliminatoires | Séries éliminatoires | Séries éliminatoires | Séries éliminatoires | Séries éliminatoires | remarques |
| Nom            | Nat               | Saisons   | PJ               | V                | D                | N                | BL               | MOY              | PJ                   | V                    | D                    | N                    | BL                   | MOY                  | remarques |
| -------------- | ----------------- | --------- | ---------------- | ---------------- | ---------------- | ---------------- | ---------------- | ---------------- | -------------------- | -------------------- | -------------------- | -------------------- | -------------------- | -------------------- | --------- |
| Herron, Denis  | Drapeau du Canada | 1974-76   | 86               | 15               | 52               | 5                | 0                | 3,95             | —                    | —                    | —                    | —                    | —                    | —                    |           |
| McDuffe, Peter | Drapeau du Canada | 1974-1975 | 36               | 7                | 25               | 4                | 0                | 4,23             | —                    | —                    | —                    | —                    | —                    | —                    |           |
| McKenzie, Bill | Drapeau du Canada | 1975-1976 | 22               | 1                | 16               | 1                | 0                | 5,20             | —                    | —                    | —                    | —                    | —                    | —                    |           |
| Oleschuk, Bill | Drapeau du Canada | 1975-1976 | 1                | 0                | 1                | 0                | 0                | 4,00             | —                    | —                    | —                    | —                    | —                    | —                    |           |
| Plasse, Michel | Drapeau du Canada | 1974-1975 | 24               | 4                | 16               | 3                | 0                | 4,06             | —                    | —                    | —                    | —                    | —                    | —                    |           |

## Joueurs
- Haut – A
- B
- C
- D
- E
- F
- G
- H
- I
- J
- K
- L
- M
- N
- O
- P
- Q
- R
- S
- T
- U
- V
- W
- X
- Y
- Z

## A
| Nom            | Nat               | Pos | Saisons   | Saison régulière | Saison régulière | Saison régulière | Saison régulière | Saison régulière | Séries éliminatoires | Séries éliminatoires | Séries éliminatoires | Séries éliminatoires | Séries éliminatoires | remarques |
| Nom            | Nat               | Pos | Saisons   | PJ               | B                | A                | Pts              | Pun              | PJ                   | B                    | A                    | Pts                  | Pun                  | remarques |
| -------------- | ----------------- | --- | --------- | ---------------- | ---------------- | ---------------- | ---------------- | ---------------- | -------------------- | -------------------- | -------------------- | -------------------- | -------------------- | --------- |
| Arnason, Chuck | Drapeau du Canada | AD  | 1975-1976 | 39               | 14               | 10               | 24               | 21               | —                    | —                    | —                    | —                    | —                    |           |

## B
| Nom               | Nat                    | Pos | Saisons   | Saison régulière | Saison régulière | Saison régulière | Saison régulière | Saison régulière | Séries éliminatoires | Séries éliminatoires | Séries éliminatoires | Séries éliminatoires | Séries éliminatoires | remarques |
| Nom               | Nat                    | Pos | Saisons   | PJ               | B                | A                | Pts              | Pun              | PJ                   | B                    | A                    | Pts                  | Pun                  | remarques |
| ----------------- | ---------------------- | --- | --------- | ---------------- | ---------------- | ---------------- | ---------------- | ---------------- | -------------------- | -------------------- | -------------------- | -------------------- | -------------------- | --------- |
| Baumgartner, Mike | Drapeau des États-Unis | D   | 1974-1975 | 17               | 0                | 0                | 0                | 0                | —                    | —                    | —                    | —                    | —                    |           |
| Bergman, Gary     | Drapeau du Canada      | D   | 1975-1976 | 75               | 5                | 33               | 38               | 82               | —                    | —                    | —                    | —                    | —                    |           |
| Boland, Mike      | Drapeau du Canada      | D   | 1974-1975 | 1                | 0                | 0                | 0                | 0                | —                    | —                    | —                    | —                    | —                    |           |
| Boucha, Henry     | Drapeau des États-Unis | C   | 1974-76   | 28               | 4                | 7                | 11               | 14               | —                    | —                    | —                    | —                    | —                    |           |
| Buhr, Doug        | Drapeau du Canada      | AG  | 1974-1975 | 6                | 0                | 2                | 2                | 4                | —                    | —                    | —                    | —                    | —                    |           |
| Burdon, Glen      | Drapeau du Canada      | D   | 1974-1975 | 11               | 0                | 2                | 2                | 0                | —                    | —                    | —                    | —                    | —                    |           |
| Burns, Robin      | Drapeau du Canada      | AG  | 1974-76   | 149              | 31               | 33               | 64               | 107              | —                    | —                    | —                    | —                    | —                    |           |

## C
| Nom            | Nat               | Pos | Saisons   | Saison régulière | Saison régulière | Saison régulière | Saison régulière | Saison régulière | Séries éliminatoires | Séries éliminatoires | Séries éliminatoires | Séries éliminatoires | Séries éliminatoires | remarques |
| Nom            | Nat               | Pos | Saisons   | PJ               | B                | A                | Pts              | Pun              | PJ                   | B                    | A                    | Pts                  | Pun                  | remarques |
| -------------- | ----------------- | --- | --------- | ---------------- | ---------------- | ---------------- | ---------------- | ---------------- | -------------------- | -------------------- | -------------------- | -------------------- | -------------------- | --------- |
| Cairns, Don    | Drapeau du Canada | AG  | 1975-1976 | 7                | 0                | 0                | 0                | 0                | —                    | —                    | —                    | —                    | —                    |           |
| Charron, Guy   | Drapeau du Canada | C   | 1974-76   | 129              | 40               | 73               | 113              | 33               | —                    | —                    | —                    | —                    | —                    |           |
| Coalter, Gary  | Drapeau du Canada | C   | 1974-1975 | 30               | 2                | 4                | 6                | 2                | —                    | —                    | —                    | —                    | —                    |           |
| Crashley, Bart | Drapeau du Canada | D   | 1974-1975 | 27               | 3                | 6                | 9                | 10               | —                    | —                    | —                    | —                    | —                    |           |
| Croteau, Gary  | Drapeau du Canada | AG  | 1974-76   | 156              | 27               | 25               | 52               | 28               | —                    | —                    | —                    | —                    | —                    |           |

## D
| Nom              | Nat               | Pos | Saisons   | Saison régulière | Saison régulière | Saison régulière | Saison régulière | Saison régulière | Séries éliminatoires | Séries éliminatoires | Séries éliminatoires | Séries éliminatoires | Séries éliminatoires | remarques |
| Nom              | Nat               | Pos | Saisons   | PJ               | B                | A                | Pts              | Pun              | PJ                   | B                    | A                    | Pts                  | Pun                  | remarques |
| ---------------- | ----------------- | --- | --------- | ---------------- | ---------------- | ---------------- | ---------------- | ---------------- | -------------------- | -------------------- | -------------------- | -------------------- | -------------------- | --------- |
| Deadmarsh, Butch | Drapeau du Canada | AG  | 1974-1975 | 20               | 3                | 2                | 5                | 19               | —                    | —                    | —                    | —                    | —                    |           |
| Dubé, Norm       | Drapeau du Canada | AG  | 1974-76   | 57               | 8                | 10               | 18               | 54               | —                    | —                    | —                    | —                    | —                    |           |
| Dupéré, Denis    | Drapeau du Canada | AG  | 1975-1976 | 43               | 6                | 8                | 14               | 16               | —                    | —                    | —                    | —                    | —                    |           |
| Durbano, Steve   | Drapeau du Canada | D   | 1975-1976 | 37               | 1                | 11               | 12               | 209              | —                    | —                    | —                    | —                    | —                    |           |

## E
| Nom          | Nat               | Pos | Saisons   | Saison régulière | Saison régulière | Saison régulière | Saison régulière | Saison régulière | Séries éliminatoires | Séries éliminatoires | Séries éliminatoires | Séries éliminatoires | Séries éliminatoires | remarques |
| Nom          | Nat               | Pos | Saisons   | PJ               | B                | A                | Pts              | Pun              | PJ                   | B                    | A                    | Pts                  | Pun                  | remarques |
| ------------ | ----------------- | --- | --------- | ---------------- | ---------------- | ---------------- | ---------------- | ---------------- | -------------------- | -------------------- | -------------------- | -------------------- | -------------------- | --------- |
| Evans, Chris | Drapeau du Canada | D   | 1974-1975 | 2                | 0                | 2                | 2                | 2                | —                    | —                    | —                    | —                    | —                    |           |

## G
| Nom             | Nat               | Pos | Saisons   | Saison régulière | Saison régulière | Saison régulière | Saison régulière | Saison régulière | Séries éliminatoires | Séries éliminatoires | Séries éliminatoires | Séries éliminatoires | Séries éliminatoires | remarques |
| Nom             | Nat               | Pos | Saisons   | PJ               | B                | A                | Pts              | Pun              | PJ                   | B                    | A                    | Pts                  | Pun                  | remarques |
| --------------- | ----------------- | --- | --------- | ---------------- | ---------------- | ---------------- | ---------------- | ---------------- | -------------------- | -------------------- | -------------------- | -------------------- | -------------------- | --------- |
| Gagnon, Germain | Drapeau du Canada | AG  | 1975-1976 | 31               | 1                | 9                | 10               | 6                | —                    | —                    | —                    | —                    | —                    |           |
| Gilbert, Ed     | Drapeau du Canada | C   | 1974-76   | 121              | 20               | 30               | 50               | 22               | —                    | —                    | —                    | —                    | —                    |           |
| Giroux, Larry   | Drapeau du Canada | D   | 1974-1975 | 21               | 0                | 6                | 6                | 24               | —                    | —                    | —                    | —                    | —                    |           |

## H
| Nom           | Nat               | Pos | Saisons   | Saison régulière | Saison régulière | Saison régulière | Saison régulière | Saison régulière | Séries éliminatoires | Séries éliminatoires | Séries éliminatoires | Séries éliminatoires | Séries éliminatoires | remarques |
| Nom           | Nat               | Pos | Saisons   | PJ               | B                | A                | Pts              | Pun              | PJ                   | B                    | A                    | Pts                  | Pun                  | remarques |
| ------------- | ----------------- | --- | --------- | ---------------- | ---------------- | ---------------- | ---------------- | ---------------- | -------------------- | -------------------- | -------------------- | -------------------- | -------------------- | --------- |
| Harvey, Fred  | Drapeau du Canada | AD  | 1975-1976 | 39               | 5                | 12               | 17               | 6                | —                    | —                    | —                    | —                    | —                    |           |
| Harvey, Hugh  | Drapeau du Canada | AG  | 1974-76   | 18               | 1                | 1                | 2                | 4                | —                    | —                    | —                    | —                    | —                    |           |
| Horbul, Doug  | Drapeau du Canada | AG  | 1974-1975 | 4                | 1                | 0                | 1                | 2                | —                    | —                    | —                    | —                    | —                    |           |
| Houde, Claude | Drapeau du Canada | D   | 1974-76   | 59               | 3                | 6                | 9                | 40               | —                    | —                    | —                    | —                    | —                    |           |
| Hudson, Dave  | Drapeau du Canada | C   | 1974-76   | 144              | 20               | 52               | 72               | 39               | —                    | —                    | —                    | —                    | —                    |           |
| Hughes, Brent | Drapeau du Canada | D   | 1974-1975 | 66               | 1                | 18               | 19               | 43               | —                    | —                    | —                    | —                    | —                    |           |

## J
| Nom             | Nat               | Pos | Saisons | Saison régulière | Saison régulière | Saison régulière | Saison régulière | Saison régulière | Séries éliminatoires | Séries éliminatoires | Séries éliminatoires | Séries éliminatoires | Séries éliminatoires | remarques |
| Nom             | Nat               | Pos | Saisons | PJ               | B                | A                | Pts              | Pun              | PJ                   | B                    | A                    | Pts                  | Pun                  | remarques |
| --------------- | ----------------- | --- | ------- | ---------------- | ---------------- | ---------------- | ---------------- | ---------------- | -------------------- | -------------------- | -------------------- | -------------------- | -------------------- | --------- |
| Johnston, Larry | Drapeau du Canada | D   | 1974-76 | 86               | 2                | 17               | 19               | 122              | —                    | —                    | —                    | —                    | —                    |           |

## L
| Nom              | Nat               | Pos | Saisons   | Saison régulière | Saison régulière | Saison régulière | Saison régulière | Saison régulière | Séries éliminatoires | Séries éliminatoires | Séries éliminatoires | Séries éliminatoires | Séries éliminatoires | remarques |
| Nom              | Nat               | Pos | Saisons   | PJ               | B                | A                | Pts              | Pun              | PJ                   | B                    | A                    | Pts                  | Pun                  | remarques |
| ---------------- | ----------------- | --- | --------- | ---------------- | ---------------- | ---------------- | ---------------- | ---------------- | -------------------- | -------------------- | -------------------- | -------------------- | -------------------- | --------- |
| Lagacé, Jean-Guy | Drapeau du Canada | D   | 1974-76   | 88               | 5                | 19               | 24               | 130              | —                    | —                    | —                    | —                    | —                    |           |
| Lefley, Bryan    | Drapeau du Canada | D   | 1974-1975 | 29               | 0                | 3                | 3                | 6                | —                    | —                    | —                    | —                    | —                    |           |
| Lehvonen, Jank   | Drapeau du Canada | D   | 1974-1975 | 4                | 0                | 0                | 0                | 0                | —                    | —                    | —                    | —                    | —                    |           |
| Lemelin, Roger   | Drapeau du Canada | D   | 1974-76   | 19               | 0                | 1                | 1                | 6                | —                    | —                    | —                    | —                    | —                    |           |
| Lemieux, Richard | Drapeau du Canada | C   | 1974-76   | 81               | 10               | 20               | 30               | 64               | —                    | —                    | —                    | —                    | —                    |           |

## M
| Nom             | Nat                    | Pos | Saisons   | Saison régulière | Saison régulière | Saison régulière | Saison régulière | Saison régulière | Séries éliminatoires | Séries éliminatoires | Séries éliminatoires | Séries éliminatoires | Séries éliminatoires | remarques |
| Nom             | Nat                    | Pos | Saisons   | PJ               | B                | A                | Pts              | Pun              | PJ                   | B                    | A                    | Pts                  | Pun                  | remarques |
| --------------- | ---------------------- | --- | --------- | ---------------- | ---------------- | ---------------- | ---------------- | ---------------- | -------------------- | -------------------- | -------------------- | -------------------- | -------------------- | --------- |
| McDonald, Terry | Drapeau du Canada      | D   | 1975-1976 | 8                | 0                | 1                | 1                | 6                | —                    | —                    | —                    | —                    | —                    |           |
| McElmury, Jim   | Drapeau des États-Unis | D   | 1974-76   | 116              | 7                | 23               | 30               | 31               | —                    | —                    | —                    | —                    | —                    |           |
| Murray, Ken     | Drapeau du Canada      | D   | 1974-76   | 31               | 0                | 4                | 4                | 38               | —                    | —                    | —                    | —                    | —                    |           |

## N
| Nom          | Nat               | Pos | Saisons | Saison régulière | Saison régulière | Saison régulière | Saison régulière | Saison régulière | Séries éliminatoires | Séries éliminatoires | Séries éliminatoires | Séries éliminatoires | Séries éliminatoires | remarques               |
| Nom          | Nat               | Pos | Saisons | PJ               | B                | A                | Pts              | Pun              | PJ                   | B                    | A                    | Pts                  | Pun                  | remarques               |
| ------------ | ----------------- | --- | ------- | ---------------- | ---------------- | ---------------- | ---------------- | ---------------- | -------------------- | -------------------- | -------------------- | -------------------- | -------------------- | ----------------------- |
| Nolet, Simon | Drapeau du Canada | AD  | 1974-76 | 113              | 36               | 47               | 83               | 46               | —                    | —                    | —                    | —                    | —                    | Capitaine de 1974 à 76. |

## P
| Nom               | Nat                    | Pos | Saisons   | Saison régulière | Saison régulière | Saison régulière | Saison régulière | Saison régulière | Séries éliminatoires | Séries éliminatoires | Séries éliminatoires | Séries éliminatoires | Séries éliminatoires | remarques |
| Nom               | Nat                    | Pos | Saisons   | PJ               | B                | A                | Pts              | Pun              | PJ                   | B                    | A                    | Pts                  | Pun                  | remarques |
| ----------------- | ---------------------- | --- | --------- | ---------------- | ---------------- | ---------------- | ---------------- | ---------------- | -------------------- | -------------------- | -------------------- | -------------------- | -------------------- | --------- |
| Paiement, Wilf    | Drapeau du Canada      | AD  | 1974-76   | 135              | 47               | 35               | 82               | 222              | —                    | —                    | —                    | —                    | —                    |           |
| Patrick, Craig    | Drapeau des États-Unis | C   | 1975-1976 | 80               | 17               | 18               | 35               | 14               | —                    | —                    | —                    | —                    | —                    |           |
| Patterson, Dennis | Drapeau du Canada      | D   | 1974-76   | 135              | 6                | 21               | 27               | 67               | —                    | —                    | —                    | —                    | —                    |           |
| Powis, Lynn       | Drapeau du Canada      | C   | 1974-1975 | 73               | 11               | 20               | 31               | 19               | —                    | —                    | —                    | —                    | —                    |           |

## R
| Nom           | Nat               | Pos | Saisons   | Saison régulière | Saison régulière | Saison régulière | Saison régulière | Saison régulière | Séries éliminatoires | Séries éliminatoires | Séries éliminatoires | Séries éliminatoires | Séries éliminatoires | remarques |
| Nom           | Nat               | Pos | Saisons   | PJ               | B                | A                | Pts              | Pun              | PJ                   | B                    | A                    | Pts                  | Pun                  | remarques |
| ------------- | ----------------- | --- | --------- | ---------------- | ---------------- | ---------------- | ---------------- | ---------------- | -------------------- | -------------------- | -------------------- | -------------------- | -------------------- | --------- |
| Roberto, Phil | Drapeau du Canada | AD  | 1975-1976 | 37               | 7                | 15               | 22               | 42               | —                    | —                    | —                    | —                    | —                    |           |
| Rota, Randy   | Drapeau du Canada | AG  | 1974-76   | 151              | 27               | 32               | 59               | 44               | —                    | —                    | —                    | —                    | —                    |           |

## S
| Nom        | Nat               | Pos | Saisons   | Saison régulière | Saison régulière | Saison régulière | Saison régulière | Saison régulière | Séries éliminatoires | Séries éliminatoires | Séries éliminatoires | Séries éliminatoires | Séries éliminatoires | remarques |
| Nom        | Nat               | Pos | Saisons   | PJ               | B                | A                | Pts              | Pun              | PJ                   | B                    | A                    | Pts                  | Pun                  | remarques |
| ---------- | ----------------- | --- | --------- | ---------------- | ---------------- | ---------------- | ---------------- | ---------------- | -------------------- | -------------------- | -------------------- | -------------------- | -------------------- | --------- |
| Snell, Ted | Drapeau du Canada | AD  | 1974-1975 | 29               | 3                | 2                | 5                | 8                | —                    | —                    | —                    | —                    | —                    |           |

## W
| Nom          | Nat               | Pos | Saisons   | Saison régulière | Saison régulière | Saison régulière | Saison régulière | Saison régulière | Séries éliminatoires | Séries éliminatoires | Séries éliminatoires | Séries éliminatoires | Séries éliminatoires | remarques |
| Nom          | Nat               | Pos | Saisons   | PJ               | B                | A                | Pts              | Pun              | PJ                   | B                    | A                    | Pts                  | Pun                  | remarques |
| ------------ | ----------------- | --- | --------- | ---------------- | ---------------- | ---------------- | ---------------- | ---------------- | -------------------- | -------------------- | -------------------- | -------------------- | -------------------- | --------- |
| Wright, John | Drapeau du Canada | C   | 1974-1975 | 4                | 0                | 0                | 0                | 2                | —                    | —                    | —                    | —                    | —                    |           |